# 物理量子比特与逻辑量子比特
在量子计算中，“量子比特”（英語：qubit）是一个信息单位，类似于经典计算中的比特（bit，或称二进制数字），但它受到量子力学特性（例如叠加态（superposition）和量子纠缠（entanglement））的影响，这使得量子比特在某些任务上比经典比特更为强大。量子比特用于由量子逻辑门组成的量子线路和量子算法中，以解决计算问题（computational problem），并在其中用于输入/输出和中间计算。
物理量子比特（physical qubit）是一种表现为双态量子系统的物理设备，用作计算机系统的组件。 逻辑量子比特（logical qubit）则是一种物理或抽象的量子比特，它按照量子算法或量子电路中的规范运行，服从幺正变换，并具有足够长的相干时间，以便量子逻辑门可以使用（可与经典逻辑门的传播延迟相比较）。
自1998年第一台量子计算机问世以来，大多数用于实现量子比特的技术都面临稳定性、量子退相干（decoherence）、容错（fault tolerance）和可扩展性（scalability）的问题。 因此，为了量子纠错的目的，需要许多物理量子比特来产生一个在量子电路或算法中逻辑上表现得像单个量子比特的实体；这是量子纠错的主题。 因此，当代的逻辑量子比特通常由许多物理量子比特组成，以提供执行有用计算所需的稳定性、纠错和容错能力。
2023年，Google的研究人员展示了量子纠错如何通过增加物理量子比特数量来提高逻辑量子比特的性能。 这些研究结果发现，较大的逻辑量子比特（49个物理量子比特）具有较低的错误率，每轮纠错约为2.9%，而较小的逻辑量子比特（17个物理量子比特）的错误率约为3.0%。
2024年，IBM的研究人员基于qLDPC码创建了一种比以往研究效率高10倍的量子纠错码方案，使用288个量子比特保护了12个逻辑量子比特，可以进行大约一百万次错误检查周期。 这项工作展示了在近期设备上进行纠错的可能性同时减少了开销——即保持低错误率所需的物理量子比特数量。
2024年，微软（Microsoft）和Quantinuum公司宣布的实验结果表明，可以用显著减少的物理量子比特数量来创建逻辑量子比特。 该团队使用了微软开发的量子纠错技术和Quantinuum的离子阱（trapped ion）硬件，用30个物理量子比特构成了4个逻辑量子比特。科学家们使用了一种量子比特虚拟化系统和主动综合征提取（active syndrome extraction）——也称为重复纠错（repeated error correction）——来实现这一目标。 这项工作定义了如何在量子计算中实现逻辑量子比特。

## 概览
单比特和双比特量子门操作已被证明是通用的。 量子算法可以实例化为量子线路。
逻辑量子比特规定了单个量子比特在量子算法中的行为方式，它服从于可以由量子逻辑门构建的量子逻辑操作。然而，当前技术中的问题使得单个双态量子系统（可以用作物理量子比特）无法可靠地编码并保持这些信息足够长的时间以供使用。因此，当前生产可扩展量子计算机的尝试需要量子纠错，并且必须使用多个（目前是许多）物理量子比特来创建一个单一的、容错的逻辑量子比特。根据所使用的纠错方案以及每个物理量子比特的错误率，单个逻辑量子比特可能由多达1000个物理量子比特组成。

## 拓扑量子计算
拓扑量子比特（topological qubit）的方法利用了量子力学中的拓扑效应，被提出每个逻辑量子比特仅需更少甚至单个物理量子比特。 拓扑量子比特依赖于一类称为任意子（anyon）的粒子，其自旋既非半整数（费米子（fermion））也非整数（玻色子（boson）），因此既不遵循费米-狄拉克统计也不遵循玻色-爱因斯坦统计的粒子行为。 任意子在其世界线中展现出辫对称性（braid symmetry），这对量子比特的稳定性具有理想的特性。值得注意的是，根据自旋统计定理，任意子必须存在于约束在二维或更少空间维度的系统中，该定理指出在三维或更多空间维度中，只有费米子和玻色子是可能的。 2025年，研究人员通过单步成功测量称为马约拉纳零模（Majorana zero modes）的特殊粒子状态，在拓扑量子计算方面取得了进展。